# Jüdischer Friedhof (Waschkiwzi)
Koordinaten: 48° 23′ 26,6″ N, 25° 30′ 20,2″ O

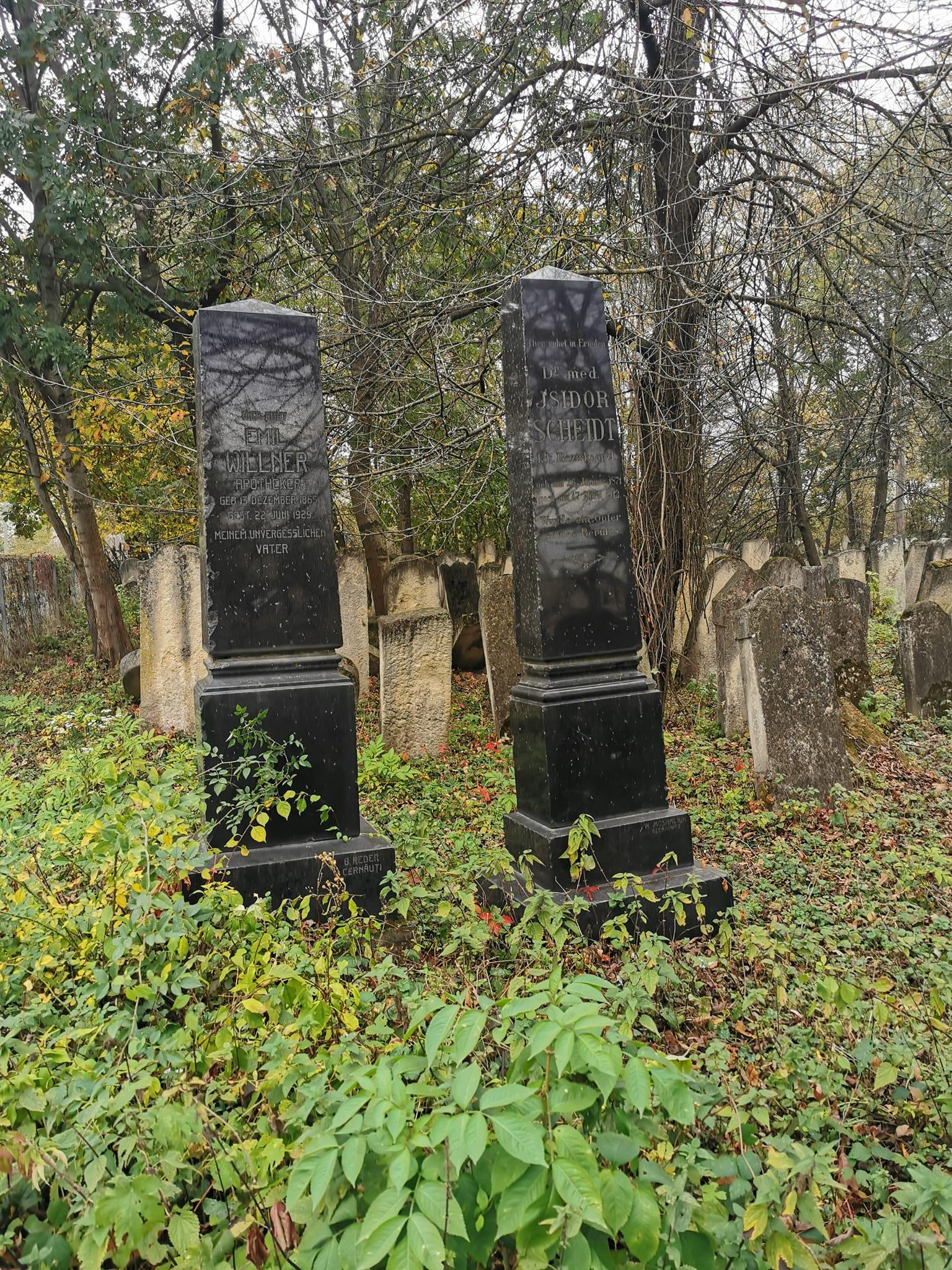
Jüdischer Friedhof Waschkiwzi (Oktober 2023)

Der Jüdische Friedhof Waschkiwzi liegt in Waschkiwzi im Rajon Wyschnyzja in der Oblast Tscherniwzi im Süden der Westukraine. Auf dem jüdischen Friedhof sind zahlreiche gut erhaltene Grabsteine vorhanden.